# グレイトフルデイズ
グレイトフルデイズ株式会社（英語表記:Grateful Days Inc.）はオンラインゲームの企画･製作及び運営を主な事業内容とする日本の企業。

## 概要
3Dコミュニティオンラインゲーム『MILU』の企画･開発･運営、日韓コミュニティサイト「KJCLUB」の企画･開発･運営をしている。